# France PCI
Fondée en 2013, l’Association française des éléments inscrits sur les listes du patrimoine culturel immatériel de l’UNESCO, surnommée France PCI, fédère les représentants des communautés, des personnes morales et des collectivités territoriales ayant porté la candidature d’un élément présent sur le territoire français pour une inscription sur les Listes, ou le Registre, de la Convention pour la sauvegarde du patrimoine culturel immatériel. Ces représentants sont chargés aujourd’hui de la gestion et du suivi de ces éléments inscrits.

## Histoire
En mai 2012, les porteurs d’éléments français inscrits sur les Listes de la Convention pour la sauvegarde du patrimoine culturel immatériel se sont réunis à Vitré à l’initiative du Centre français du patrimoine culturel immatériel (CFPCI). Cette réunion s’est déroulée, en présence de représentants du ministère de la Culture et de la Commission française pour l’UNESCO, en vue de la soumission auprès de l’Organisation des Nations unies pour l'éducation, la science et la culture du premier rapport périodique sur la mise en œuvre de la Convention pour la sauvegarde du patrimoine culturel immatériel.
Les porteurs ont alors exprimé le souhait de se regrouper afin « de favoriser la sauvegarde et la valorisation » des éléments inscrits, « de prendre part aux réflexions et politiques du patrimoine culturel immatériel en France et de coopérer avec les représentants d’éléments de la communauté internationale » afin d’assurer la sauvegarde du patrimoine immatériel de l’humanité.
Les statuts de France PCI ont été adoptés en 2013 lors d’une réunion au CFPCI.
Les éléments ayant pris part à cette réunion sont les suivants :
- les Géants et dragons processionnels de Belgique et de France ;
- la  tradition du Tracé dans la Charpente française ;
- la Tapisserie d’Aubusson ;
- le Maloya ;
- le savoir-faire de la  Dentelle au point d’Alençon ;
- le Compagnonnage, réseau de transmission des savoirs et des identités par le métier ;
- l’Équitation de tradition française ;
- le Fest-noz ; et
- la Fauconnerie[6].

En 2022, l’Assemblée générale des États parties à la Convention pour la sauvegarde du patrimoine culturel immatériel a accrédité France PCI pour exercer des fonctions consultatives auprès du Comité intergouvernemental pour la sauvegarde du patrimoine culturel immatériel,.

## Fonctionnement
France PCI a adopté le principe d’une assemblée générale itinérante qui se déplace chaque année dans un territoire lié à un élément inscrit sur les Listes et le Registre du patrimoine immatériel de l’UNESCO. L’Assemblée générale s’est déroulée notamment en 2017 à Pézenas, en 2018 à Alençon et en 2019 à Aubusson (Creuse). Ce temps fort dans la vie de l’association s’accompagne d’activités de découverte du patrimoine culturel immatériel local (fêtes, spectacles, expositions) et de temps de réflexion.

## Missions
L’association promeut « auprès du public l’esprit de la Convention pour la sauvegarde du patrimoine culturel immatériel, ainsi que les éléments inscrits sur ses Listes » et son Registre. Elle facilite les échanges et le partage d’information, de connaissances et d’expériences. Elle encourage les collaborations à l’échelle nationale et internationale. Elle constitue ainsi une force de proposition et de réflexion pour la sauvegarde du patrimoine culturel immatériel et sert d’interlocuteur privilégié pour les pouvoirs publics. En 2015, elle a notamment « adress[é] une lettre ouverte à la ministre » de la Culture demandant la réintégration du patrimoine culturel immatériel dans la Loi relative à la liberté de la création, à l'architecture et au patrimoine.
France PCI figure aussi parmi les personnes qui ont été entendues dans le cadre du « Rapport d’information sur le patrimoine culturel immatériel » fait au nom de la Commission de la Culture, de l'Éducation et de la Communication du Sénat (publié en 2021). Le ministère de la Culture s’appuie sur France PCI pour consulter les communautés impliquées dans la sauvegarde du patrimoine culturel immatériel inscrit sur les Listes ou le Registre.

## Actions

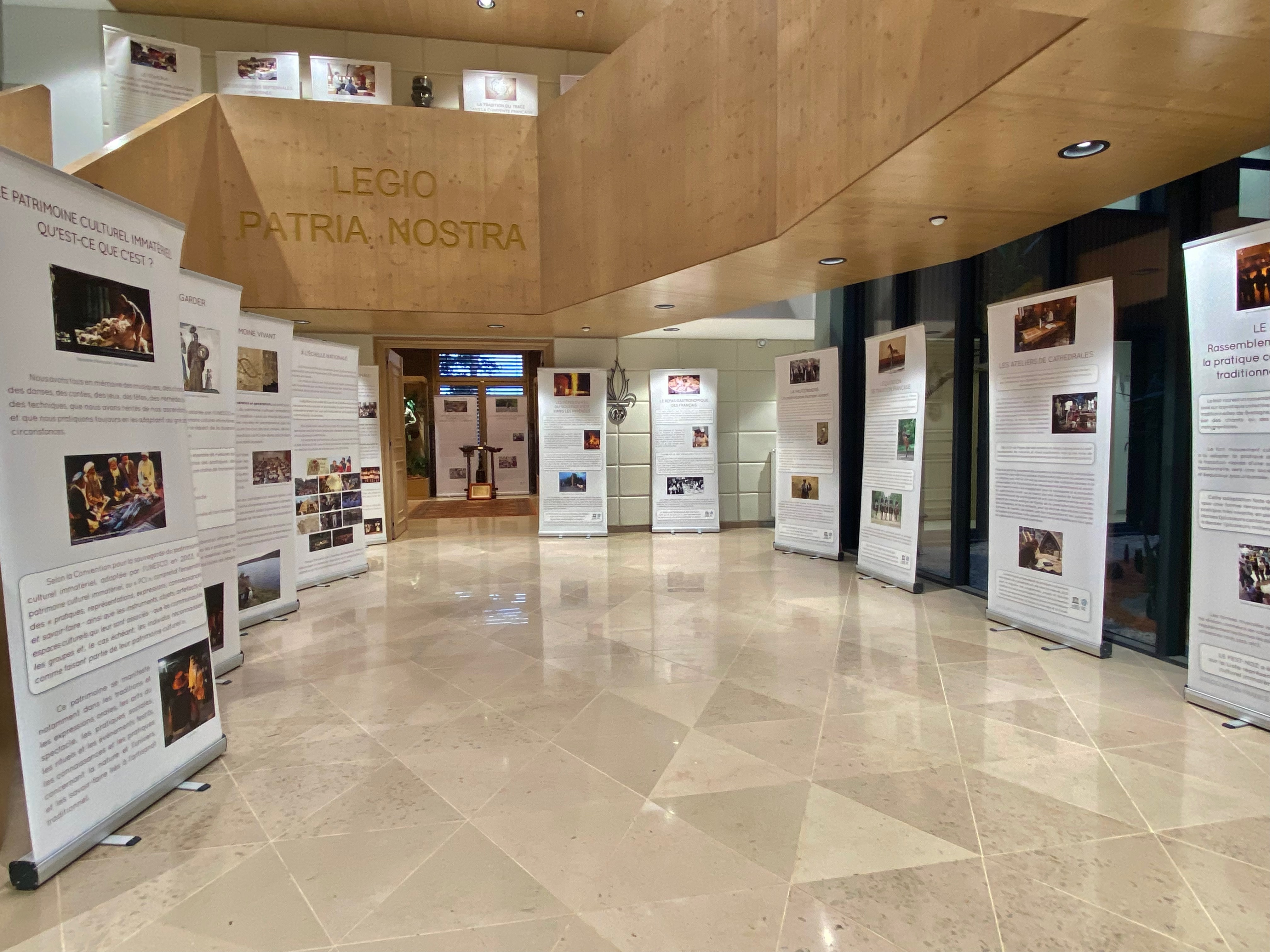
L'exposition patrimoine culturel immatériel de l'UNESCO en France présentée en mars 2022 au Camp du Larzac de la Légion étrangère

L’association œuvre à la valorisation du patrimoine culturel immatériel grâce à une exposition collective itinérante sur les patrimoines culturels immatériels de l’UNESCO en France,. Cette exposition sensibilise les publics à l’importance de sauvegarder ce patrimoine vivant et donne à voir les éléments inscrits. Elle a bénéficié du patronage de la Convention pour la sauvegarde du patrimoine culturel immatériel.
L’association fournit également des informations pour des projets autour du patrimoine culturel immatériel. En 2014, elle a par exemple produit des contenus pour le beau-livre Trésors de l’UNESCO en France publié par les éditions Dakota. Ce livre rassemble pour la première fois les sites et monuments inscrits sur la Liste du patrimoine mondial et les éléments inscrits sur les Listes de la Convention pour la sauvegarde du patrimoine culturel immatériel par la France.
Enfin, France PCI édite et diffuse « La lettre immatérielle », une lettre d’information trimestrielle numérique compilant de façon participative les actualités de ses membres et plus généralement celles relatives au patrimoine culturel immatériel en France (nouvelles inscriptions à l’inventaire du patrimoine culturel immatériel en France, événements, colloques, publications).

## Partenaires
France PCI bénéficie dans son action du soutien du ministère de la Culture et du CFPCI, qui en est membre fondateur. Le CFPCI accueille le siège de l’association, assure son secrétariat ainsi que sa coordination.